# 서울 도시철도 연장 및 광역철도 추진 원칙
서울 도시철도 연장 및 광역철도 추진 원칙은 서정협 권한대행 시정에서 서울 지하철을 도시철도, 광역철도로 연장하는 것에 대해 발표한 원칙이다. 단선으로 건설되는 옥정포천선을 빼면 발표 이후 추진된 노선 중 직결이 거부된 경우는 없다.